# Транспорт у Башкортостані
Транспорт відіграє важливу роль в економіці Башкортостану, він забезпечує економічні зв'язки як всередині республіки, так і з іншими суб'єктами Російської Федерації і країнами світу. Представлений автомобільним, залізничним, внутрішнім (річковим) водним, авіаційним, трубопровідним, а також у великих містах — електричним (трамваї і тролейбуси) видами транспорту.

## Автомобільний транспорт
До дорогах загального користування федерального і регіонального значення відносяться:
| номер   | Частина міжнародного маршруту | Назва | маршрут                                             | Примітки                                                                                    | км   |
| ------- | ----------------------------- | ----- | --------------------------------------------------- | ------------------------------------------------------------------------------------------- | ---- |
| М5      | AH6 AH7                       | Урал  | Москва — Рязань — Пенза — Самара — Уфа — Челябінськ | з під'їздами до Рязані, Саранську, Пензі, Ульяновську, Самарі, Оренбурга, Уфі, Катеринбургу | 2068 |
| М7      |                               | Волга | Москва — Володимир — Нижній Новгород — Казань — Уфа | з під'їздами до Володимиру, Іваново, Чебоксарах, Іжевську, Пермі                            | 1350 |
| Р240    |                               |       | Уфа — Оренбург                                      | з Західним обходом Уфи                                                                      |      |
| 80К-004 |                               |       | Бирск — Караідель — Месягутово — Сатка              | старий номер Р317                                                                           | 249  |
| 80К-012 |                               |       | Іра — Мраково — Баймак — Сибай — Магнітогорськ      | старий номер Р361                                                                           | 294  |
| 80К-026 |                               |       | Стерлітамак — Бєлорєцьк — Магнітогорськ             | старий номер Р316                                                                           | 255  |
| 80К-029 |                               |       | Уфа — Благовєщенськ — Бирск — Янаул                 | старий номер Р315                                                                           | 181  |

Територією республіки буде проходити міжнародна автомагістраль " Західна Європа — Західний Китай ".

## Залізничний транспорт

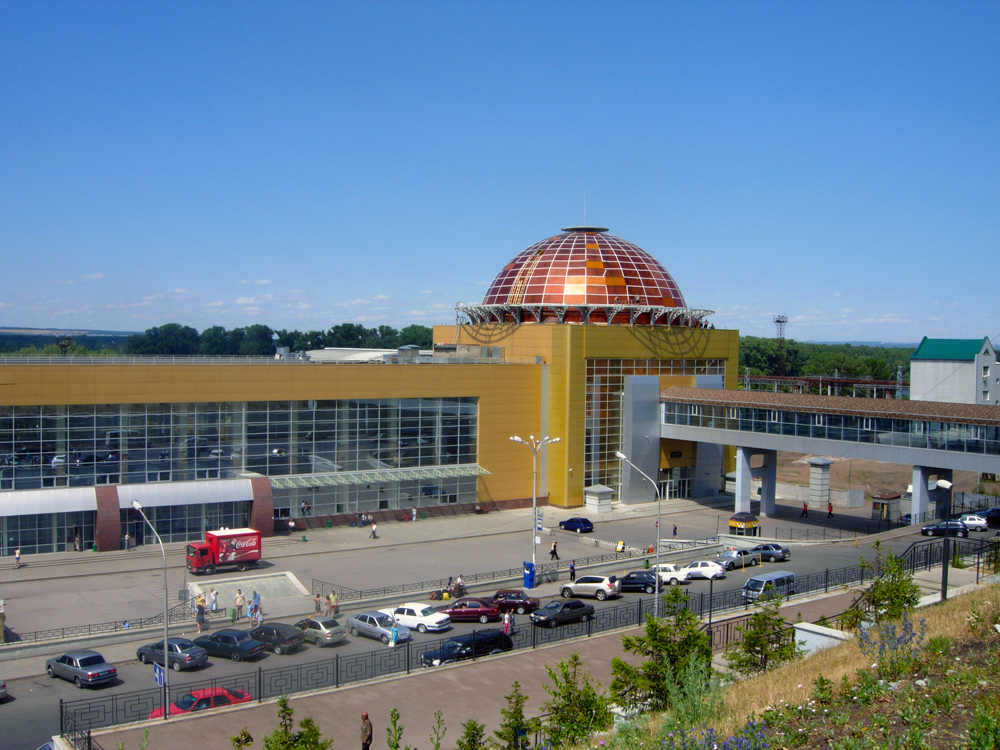
Залізничний вокзал Уфи

Залізниці Башкортостану відносяться до Башкирського відділення Куйбишевської залізниці, Іжевського відділення Горьковської залізниці, Карталинского і Златоустівського відділенням Південно-Уральської залізниці — філій ВАТ «Російські залізниці». Близько 75 % загальної протяжності залізниць республіки і більше 90 % перевезень припадає на частку Башкирського відділення Куйбишевської залізниці.
Проект залізниці Самара — Уфа — Златоуст — Челябінськ — Єкатеринбург затверджений у 1885 році. Залізничний міст через Білу побудований в 1888 році.
Першою залізницею, введенною в експлуатацію в 1888 році на території Башкортостану, стала ділянка від станції Кінель до Уфи, її довжина — 486 кілометрів. До моменту відкриття ділянки були побудовані 23 станції, 5 депо, залізничні майстерні в Уфі, 23 водокачки, близько 700 відкритих і закритих товарних платформ, міст через річку Біла, вокзал в Уфі. У 1890 році Самаро-Уфімська залізниця була продовжена до Златоуста (довжина 321 км) і отримала назву Самаро-Златоустівська. Дорога була одношляховою і забезпечувала пропуск 9 пар поїздів на добу.
Зараз електрифікована магістраль Самара — Уфа — Челябінськ з високим завантаженням вантажним і пасажирським рухом є головною залізничної артерією Башкортостану. На захід від зверхмагістралі відгалужується інша широка рейкова магістраль Чишми — Ульяновськ — Інза, а недалеко від Уфи до магістралі примикає ще одна широка електрифікована дорога — Карламан — Бєлорєцьк — Магнітогорськ. Від Магнітогорська до Сібая прокладена одноколійна залізниця.
Створення залізничної мережі в республіці в 30 — 60-х роках 20 століття пов'язане з освоєнням родовищ нафти, газу, вугілля, руди і розвитком будівельної, нафтової, хімічної, гірничодобувної галузей промисловості.
Залізничні магістралі, що проходять через Уфу, забезпечують зв'язок західних і центральних районів Російської Федерації з Уралом і Сибіром . Між столицями Башкортостану і Російської Федерації курсує фірмовий пасажирський потяг «Башкортостан».
Важливе значення має одноколійна залізниця Дьома — Мурапталово — Оренбург, яка забезпечує, крім внутрішніх зв'язків, найкоротший сполучення Башкортостану з Оренбурзькою областю, Західним Казахстаном, Середньою Азією, Нижнім Поволжжям і Північним Кавказом.
На північному заході республіки розташована невелика ділянка електрифікованої двошляхової магістралі Москва — Казань — Єкатеринбург зі станцією в Янаулі. Від останнього є відгалуження до міста Нефтекамська. Також у республіці є лінії місцевого значення: зокрема, Міас — Учали, Уруссу — Наришево, Варна — Белебей, Амзя — Агідель та інші.
Експлуатаційна довжина залізниць загального користування в Башкортостані на 2011 рік становить 1 451 км, щільність шляхів сполучення — 10,2 км на 1000 кв. км. Довжина під'їзних шляхів підприємств становить 603 км.

## Внутрішній водний транспорт
Загальна протяжність водних шляхів у регіоні, придатних для судноплавства, становить 1018 км.
У 1858 році на річці Білій з'явилися перші пароплави, а кілька років по тому пароплавне сполучення було відкрито і на річці Уфі.
У 1859 році було відкрито пасажирське сполучення Уфа — Казань, а в 1860 році пароплав «Стріла» зробив перший рейс з перевезення заліза до Нижнього Новгорода.
У 1937 році було створено Більське річкове пароплавство.
Нині пасажирські перевезення здійснюються за маршрутами Уфа — Перм — Уфа, Уфа — Казань — Уфа, Уфа — Нижній Новгород — Уфа, Уфа — Астрахань — Уфа тощо.
У регіоні налічується близько десяти портово-пристанських пунктів, з яких найбільш значними за вантажо- і пасажирообігу є Уфа, Бирск, Дюртюли, Ніколо-Березівка і Караідель.

## Повітряний транспорт

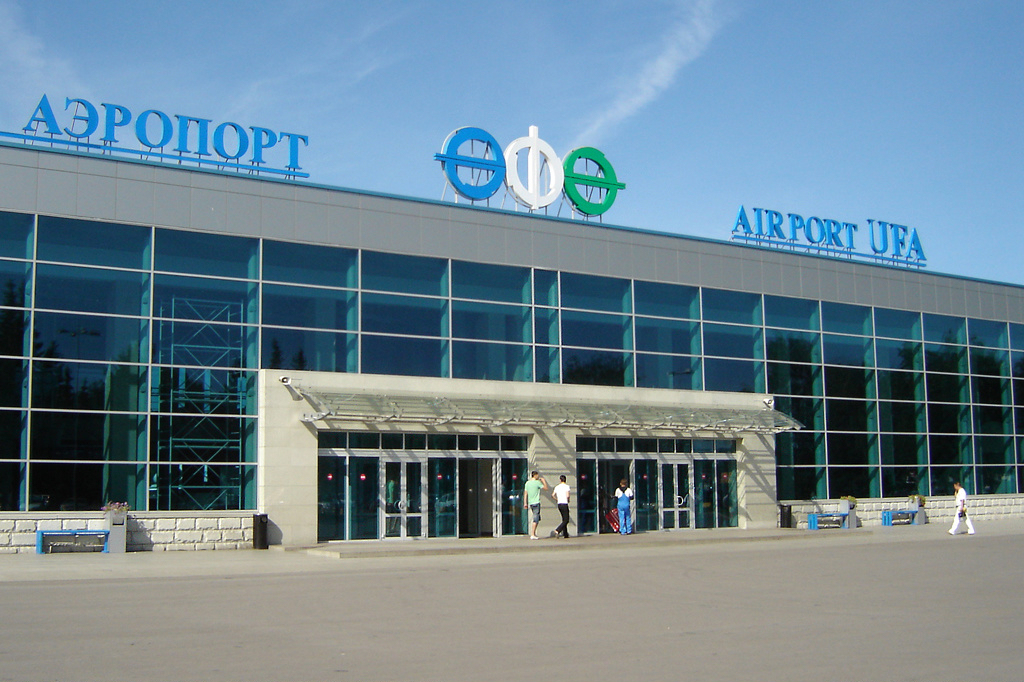
Міжнародний аеропорт «Уфа»

У 1932 році в регіоні було створено Уфимський авіаційний загін Приволзького управління цивільної авіації.
У 1933 році з'явилася перша повітряна лінія по маршруту Уфа — Толбази — Стерлітамак — Ішімбаево — Мелеуз — Мраково — Баймак — Магнітогорськ — Бєлорєцьк — Архангельське — Уфа для перевезення вантажів, пошти і пасажирів.

## Трубопровідний транспорт
У 1937 році був побудований нафтопровід Ішимбай — Уфа. Також були побудовані нафтопродуктопроводи Уфа — Омськ — Новосибірськ, Уфа — Курган — Петропавловськ, Уфа — Захід і т. д., а також для транспортування нафти: Туймази — Омськ, Усть-Балик — Курган — Уфа — Альметьевск, Нижньовартовськ — Самара тощо.
Станом на 1994 рік, протяжність водопровідних мереж республіки склала 7389,7 км, магістральних теплових — 4777,3 км, а вуличної каналізаційної мережі — 998,3 км.
Територію республіки перетинає мережа систем газопроводів «Західний Сибір — Центр».
За 1995—2000 рр. протяжність магістральних нафто- і нафтопродуктопроводів збільшилася з 5098 до 5258 км.
У 2008 році в республіці на трубопровідний транспорт доводилося 70,5 % вантажообігу, а в переміщенні вантажів — 67,2 % .
Станом на жовтень 2015 року протяжність нафто і нафтопродуктопроводів становить близько 5000 км.